# Macroscelides flavicaudatus
Il Macroscelides flavicaudatus (Lundholm, 1955) è una specie di toporagno della famiglia Macroscelididae, endemico del deserto centrale del Namib e nel sud della Namibia.